# Return to the Sea

Return to the Sea est le premier album du groupe de rock indépendant Islands. Il fut édité en 2006 par Equator Records.
La couverture reprend le tableau La Mer de glaces de Caspar David Friedrich.

## Chansons
1. Swans (Life After Death) – 9:31
2. 'Humans – 4:58
3. Don't Call Me Whitney, Bobby – 2:31
4. Rough Gem – 3:36
5. Tsuxiit – 3:05
6. Where There's a Will There's a Whalebone – 3:56
7. Jogging Gorgeous Summer – 2:48
8. Volcanoes – 5:26
9. If – 4:31
10. Ones – 5:40
11. Bucky Little Wing (hidden track) – 16:20/9:38